# Redoute Dauphine
La redoute Dauphine est l’un des plus anciens bâtiments militaires de Québec et du Canada, situé dans le site patrimonial du Parc-de-l'Artillerie, au sein du lieu historique national du Canada des Fortifications-de-Québec, dans le secteur historique du Vieux-Québec. Sa construction débuta en 1712 pour ne se parachever qu'en 1747-1748, après modification du plan originel. L'objectif initial de la redoute Dauphine est d'assurer la défense de la ville de Québec du côté nord-ouest.
Son utilité première a été de caserne pour les soldats français, puis, à partir de 1759, un lieu de logement pour les soldats et officiers britanniques. Durant l'époque canadienne française, elle devient le lieu de résidence des superintendants de l'Arsenal de Québec.
Entre 1974 et 1975, une restauration complète a été entreprise pour transformer la redoute Dauphine en un espace muséal. Elle relève actuellement de l'agence fédérale Parcs Canada.

## Description du bâtiment[2]
La redoute Dauphine est un grand édifice à toit à deux versants. Conformément à la topographie du terrain, cette structure se compose de deux sections, l'une de trois étages et l'autre de quatre, dont les murs en maçonnerie enduits de crépi blanc sont ornés de fenêtres à carreaux multiples, disposées symétriquement. Affichant un style typique de l'architecture québécoise traditionnelle, l'édifice présente des encadrements en pierre de taille autour des lucarnes à pignons, des cheminées de maçonnerie, un toit recouvert à moitié de bardeaux de bois et d'une couverture métallique. Sa façade est ornée de hauts contreforts en pierre, surmontés d'un pignon.

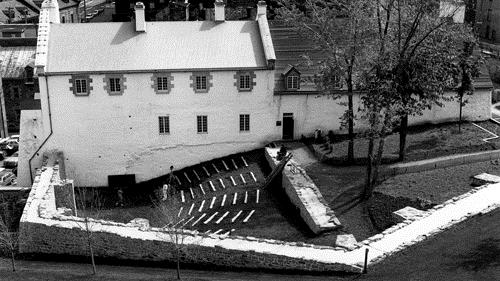
Vue générale de la redoute Dauphine montrant la façade ouest et le mur bastilloné, 1983
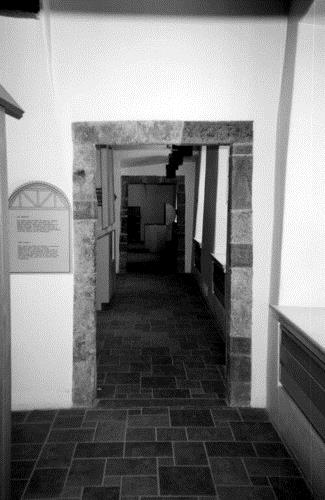
Détail d'une ouverture encadrée de pierres de taille, à l'intérieur de la redoute Dauphine, 1992.
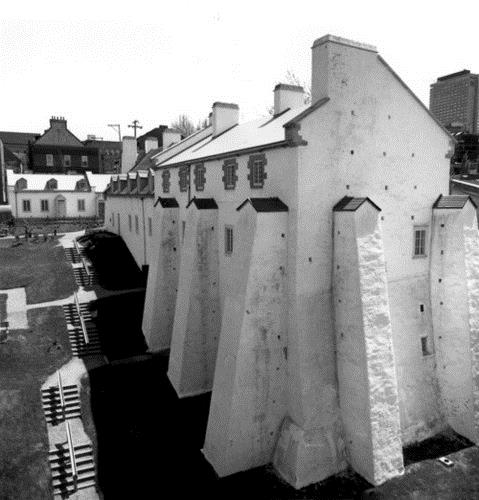
Vue générale de la redoute Dauphine montrant la façade et le mur nord après la restauration, 1983.

## Valeur patrimoniale[3]
La redoute Dauphine est un édifice fédéral du patrimoine classé en raison de son importance historique, de l’intérêt qu’elle présente sur le plan architectural et de la place privilégiée qu’elle occupe dans son milieu.

### Valeur historique
La redoute Dauphine est l’un des meilleurs exemples d’un bâtiment associé à l’histoire militaire du Canada. Elle constitue un témoin important de l’histoire du système défensif de la ville de Québec. Elle entretient aussi des liens avec une époque où l’omniprésence militaire a certainement eu des répercussions importantes sur la vie sociale et économique de la ville et sur son développement.

### Valeur architecturale
La valeur de la redoute Dauphine découle de sa qualité esthétique et de sa fonctionnalité. À titre de très bon exemple du classicisme français, elle est considérée comme l’un des plus précieux monuments historiques du Vieux-Québec. La fonctionnalité se voit dans les éléments qui évoquent l’art défensif. Restaurée selon son apparence du milieu du XIXe siècle, elle est caractéristique de l’architecture du secteur historique de Québec, et de très belle facture. Les pièces voûtées, à l’intérieur, sont une belle manifestation de la stéréotomie (l’art de construire des voûtes), caractéristique du classicisme français qui dénote aussi la très haute fonctionnalité du bâtiment.

### Valeur environnementale
La redoute Dauphine affirme le caractère historique de son cadre urbain, semblable à un parc, dans le site patrimonial du Parc-de-l'Artillerie. Située à l’intérieur des murs du Vieux-Québec, elle est un site du patrimoine mondial et un bâtiment bien connu dans les environs.

## Liens  externes
- Ressources relatives à l'architecture :   - Édifices fédéraux patrimoniaux
  - Répertoire canadien des lieux patrimoniaux
  - Répertoire du patrimoine culturel du Québec
- Ville de Québec